# الخيال الإسلامي
الخيال الإسلامي هو نوع أدبي يتضمن موضوعات وقيم ووجهات نظر عالمية إسلامية ضمن السرديات الخيالية. غالبًا ما تعكس العناصر الثقافية والأخلاقية والروحية للإسلام، وتهدف إلى الترفيه مع تعزيز التعاليم الأخلاقية والدينية، أو تعمل على جعل المسلمين مرئيين.

## التعريف
يشير الخيال الإسلامي إلى الكتب الخيالية الإبداعية والخيالية وغير الوعظية التي كتبها المسلمون وتُسوق في المقام الأول للمسلمين. وقد يُسوق الخيال الإسلامي في الأسواق السائدة أيضًا. ومن المرجح أن يتضمن محتوى هذه الكتب بعض المحتوى والموضوعات الدينية، وقد يشمل محتوى إسلاميًا تاريخيًا أو واقعيًا غير خيالي مع أو بدون إشارة مباشرة إلى القرآن أو السنة. وقد تتضمن القصص أيضًا مواقف واقعية معاصرة ومعضلات أخلاقية.
يهدف مؤلفو الروايات الإسلامية إلى أن يتعلم القراء شيئًا إيجابيًا عن الإسلام عندما يقرؤون قصص الروايات الإسلامية.
لا يجوز للروايات الإسلامية أن تتضمن محتوى ضارًا: مثل اللغة المبتذلة، أو المحتوى الجنسي الصريح، أو الممارسات غير الإسلامية التي لا يتم تحديدها على أنها غير إسلامية، أو المحتوى الذي يصور الإسلام بطريقة سلبية.
في حين أُنتج الخيال في جميع أنحاء التاريخ الإسلامي (مثل ألف ليلة وليلة؛ وحي بن يقظان)، لم يتم استخدام مصطلح الخيال الإسلامي حتى وقت قريب. في عامي 2005 و2006، تولى تحالف الكتاب الإسلاميين (IWA)، وهي منظمة إسلامية محترفة مقرها الولايات المتحدة ذات عضوية دولية، مهمة تعريف الخيال الإسلامي وتحديد المعايير لتأسيسه كفئة فرعية من الخيال للبالغين والشباب. وبعد ذلك بدأت العضوية عملية تحديد كتب الخيال الإسلامي المنشورة والتي كانت توصف في ذلك الوقت بأنها كتب من تأليف مسلمين أو كتب أطفال في صناعة الكتب الإسلامية. وقد تم ذلك لأن العديد من الكتب كانت تضيع في أساليب التصنيف التي أنشئت مسبقًا من نظام معايير صناعة الكتب والاتصالات (BISAC)، مما أدى إلى إدراك الحاجة إلى إنشاء تصنيف واضح ومميز للتخصص لهذا النمط من الأدب، وبالتالي تم اتخاذ إجراء نحو توحيد التعريف.

## الظهور كشكل أدبي
حتى الآن، لا يُعترف بالخيال الإسلامي كفئة مستقلة ضمن نظام ترميز معايير صناعة الكتب والاتصالات (BISAC). ومع ذلك، هناك أعمال من أنواع أدبية خيالية أخرى تستوفي معايير تصنيفها كخيال إسلامي. على سبيل المثال، تُعد رواية "عام الفيل" للكاتبة ليلى أبو زيد — والتي نُشرت نسختها العربية عام 1983، وتُرجمت إلى الإنجليزية عام 1989 — أول عمل تكتبه امرأة مغربية ويُترجم إلى الإنجليزية. وقد صُنفت هذه الرواية ضمن الأدب النسوي، لكنها أيضًا تُعتبر مؤهلة لتندرج تحت فئة الخيال الإسلامي، نظرًا لتصويرها لبطلة القصة وشخصيات أخرى تمارس الإسلام بشكل واضح.
من بين أوائل أعمال الخيال الإسلامي المكتوبة باللغة الإنجليزية خصيصًا للقراء المسلمين، برزت روايات موجهة لفئة الشباب. ومن أبرز هذه الأعمال:
- سلسلة "عبد الله الذي لا يُقهَر" (1993–1995) من تأليف عزيزة وعثمان هتشينسون.
- سلسلة "أحمد دين" (1996) من تأليف يحيى إيمريك.

تُعتبر هاتان السلسلتان من أوائل روايات الخيال الإسلامي باللغة الإنجليزية الموجهة للمراهقين والبالغين.
لاحقًا ظهرت سلسلتان بارزتان:
- ثلاثية "تاميكا دوغلاس" للمؤلفة أم زكية، والتي بدأت برواية "إذا كان يجب أن أتحدث" (2001).
- سلسلة "إيكو" للمؤلفة جميلة كولوكوترونيس، والتي بدأت برواية "أصداء" (2006).[6]

ويُذكر أن أول رواية خيال إسلامي نشرتها كولوكوترونيس كانت بعنوان "أناس أبرياء"، وقد نُشرت ذاتيًا في عام 2003. وفي عام 2004، نشر إيرفينغ كارشمار روايته الصوفية "سيد الجن". أما الكاتبة ليندا د. ديلغادو، وهي من المؤلفات الغزيرات في مجال الروايات الإسلامية، فقد بدأت في عام 2005 نشر سلسلة "الوردة الإسلامية" الحائزة على جوائز. وقد استمر صدور أجزاء جديدة من هذه السلسلة حتى أوائل عام 2012.

## تقييم المسلمين
في حين أن المعرفة الإسلامية المقدمة في الخيال الإسلامي قد تكون مأخوذة مباشرة من القرآن الكريم وتقاليد النبي محمد، وكذلك من التاريخ الإسلامي، فإن المحتوى الإسلامي في هذه الكتب لن يُعتبر كليًا واقعيًا أو مقبولًا من قبل جميع القراء المسلمين. ويرجع ذلك إلى الاختلافات بين القارئ المسلم والكتاب والمحررين والناشرين فيما يتصل بالممارسات الشخصية والمعتقدات والمعرفة، فضلاً عن تأثير مدارسهم الفكرية وثقافاتهم وتقاليدهم.
إن تحديد دقة وجواز المحتوى الإسلامي هو مسؤولية كل قارئ مسلم بالغ. قد يختلف هذا وفقًا للاختلافات الفردية في المدرسة الفكرية والممارسة. يجب على جميع الآباء والأولياء والمعلمين ومديري المدارس المسلمين تحديد ما إذا كان محتوى الكتاب حلالًا لأبنائهم وطلابهم. ينطبق هذا التذكير الإسلامي على جميع المواد التي يقرأها المسلم.

## الأنواع الفرعية
كُتبَت أعمال الخيال الإسلامي في العديد من الأنواع الخيالية. رواية مريم "أم جويرية" سوليفان الموجهة للمراهقين/البالغين بعنوان "بحجم حبة خردل" (2009) هي أول رواية إسلامية حضرية معروفة. صُنفَت رواية الخيال الإسلامي للناجية ديانا حلواني بعنوان "مذكرات صوفيا: الالتواء الزمني 1857 " (2008) على أنها رواية خيال تاريخي بالإضافة إلى كونها رواية خيال علمي. تعتبر سلسلة روايات الأطفال الرائدة "عبد الله الذي لا يقهر" و "أحمد دين" مكتوبتين بأسلوب غامض. نشر موقع MuslimMatters.org، وهي مدونة إسلامية شعبية متعددة المؤلفين، سلسلة من الروايات المختلطة بين الأنواع بقلم وائل عبد الجواد والتي تستمد من فئات الخيال الإسلامي والأكشن والغموض والإثارة.

## قصص قصيرة
توجد بعض القصص القصيرة الخيالية الإسلامية ضمن مختارات أدبية عامة أو موجهة لاهتمامات محددة، مثل مجموعات الأدب العربي أو أدب جنوب آسيا. ومع ذلك، فإن عدد المختارات والمواقع التي تركز حصريًا على القصص القصيرة والشعر الخيالي الإسلامي ما يزال محدودًا. من أبرز هذه الجهود، أنشأت رابطة الكُتّاب الإسلاميين (IWA) مختارين أدبيين بارزين:
- "أصوات متعددة، إيمان واحد" (2008)
- "أصوات متعددة، إيمان واحد 2: قصص الخيال الإسلامي" (2009)[14]

كما تصدر الرابطة مجلة إلكترونية فصلية تُعرف بـ مجلة IWA (كانت تُعرف سابقًا باسم Islamic Ink)، وتعرض من خلالها أعمالًا في الخيال الإسلامي. بالإضافة إلى ذلك، نشرت دار النجم للنشر في المملكة المتحدة عام 2007 مختارات بعنوان "بين الحب والأمل والخوف"، وتضمنت قصصًا قصيرة، وشعرًا، ومقالات كتبها مسلمون من مختلف أنحاء العالم. أما مجلة عزيزة، وهي مجلة أمريكية تُعنى بالمرأة المسلمة، فتنشر بانتظام أعمالًا أصلية في مجالي الخيال والشعر الإسلامي. وتبرز أيضًا مجلة دامازين، وهي مجلة أدبية إلكترونية ربع سنوية تنشر روايات تتعلق بالمسلمين (بما في ذلك الخيال الإسلامي)، إلى جانب القصص الواقعية الإبداعية والشعر.

## الجوائز
تشجع العديد من المنظمات الإسلامية إنشاء الخيال الإسلامي وغيره من الكتابات الإبداعية من خلال استضافة جوائز سنوية للفنون الأدبية الإسلامية. بدأت رابطة الكتاب الإسلاميين  برعاية مسابقات الشعر للأطفال والكبار في عام 2005. وكجزء من جهودها في مجال تعزيز محو الأمية مع التركيز على الأدب الإسلامي، تمنح الجمعية الإسلامية للأدب أيضًا جوائز سنوية تقليدية في شكل تبرعات بالكتب لمكتبات المدارس الإسلامية. في عام 2009، أضافت IWA قسمًا للروايات الإسلامية للمراهقين والبالغين إلى مسابقتها، وفي عام 2011، أضافت قسمًا للمقالات غير الخيالية والذي شاركت في رعايته مؤسسة الزكاة الأمريكية بالتعاون مع IWA. منذ عام 2006، تستضيف جوائز الكتاب المسلمين مسابقة سنوية للكتاب المسلمين تقبل المشاركات في مجالات الشعر والرواية والسيناريو وغيرها من الأشكال الأدبية، بما في ذلك فئات الشباب المسلمين. يتم نشر أعمال الفائزين بجوائز الكتاب المسلمين على موقع إسلام أون لاين.

## مؤلفون بارزون
على الرغم من أن مصطلح "الخيال الإسلامي" جديد إلى حد ما في دوائر الأدب والمسلمين على حد سواء، فإن فن الخيال الإسلامي ليس جديدًا حقًا. توثق دراسة "السرديات الإسلامية والخطاب الإنجليزي" التي كتبها أمين مالك ونشرتها مطبعة جامعة ولاية نيويورك في ألباني عام 2005 أن أول عمل روائي على الإطلاق باللغة الإنجليزية لمؤلف مسلم نُشر في وقت مبكر من عام 1905. يكتب بعض هؤلاء المؤلفين روايات إسلامية مخصصة للأطفال حصريًا،  بينما يوجه آخرون أعمالهم إلى جمهور أكبر سنًا من الشباب.
على الرغم من اكتشاف المزيد من المؤلفين يوميًا ممن كتبوا ونشروا أعمالًا تندرج تحت تصنيف الخيال الإسلامي، وبالتالي لا توجد قائمة حصرية على نطاق واسع، لعرض قائمة أكثر شمولاً لهؤلاء المؤلفين، يرجى الرجوع إلى الروابط الخارجية المدرجة في قسم الروابط الخارجية في هذه الصفحة.
- أحمد علي
- جميلة كولوكوترونيس
- ليلى أبو العلا
- ليلى أبو زيد
- سامينا علي
- وائل عبد الجواد
- يحيى إيمريك

## الجدل
هناك آراء متضاربة بين المسلمين حيث ترى بعض التيارات السلفية قراءة وكتابة القصص الخيالية حرامًا في الإسلام في الفقه، على الرغم من عدم اعتباره حرامًا بشكل صريح، فإن "ترك الانشغال بقصص الخيال أفضل"، ويُنظر إلى قصص الخيال على أنها طريقة تافهة بالنسبة للمسلم لاستغلال وقته. وهناك تفسير آخر وهو أن القصص الخيالية جائزة بل ومشجعة لأغراض الدعوة ، لمساعدة الناس على التعرف على الإسلام، طالما أن المؤلف أوضح أن القصة غير حقيقية. كما يجب أن تكون الكتابة على طراز الرواية الإسلامية.

## طالع أيضًا
- قائمة الكتاب والشعراء المسلمين[الإنجليزية]
- تاريخ الفن الإسلامي
- قوائم المسلمين
- الخيال اللاهوتي

## روابط خارجية
- مصادر للكتاب المسلمين: الخيال
- كتب الخيال الإسلامي
- اتحاد الكاتبات المسلمات
- Islamic Writers Alliance

[usurped]
- IWA Magazine

[usurped]
- الإسلام والخيال العلمي
- دار النجم للنشر في المملكة المتحدة
- دار نشر الكتاب المسلمين
- قائمة المؤلفين في Islamicfictionbooks.com
- List of Members at Islamicwritersalliance.net

[usurped]
- قائمة المؤلفين في أمة تقرأ